# Pic de Marty Caberrou
Le pic de Marty Caberrou (en espagnol Pico de Salcorz)  est un sommet des Pyrénées, situé sur la frontière franco-espagnole entre les Hautes-Pyrénées, en région Occitanie, et la province de Huesca dans la communauté d'Aragon, qui culmine à 2 677 mètres d'altitude dans le massif de Suelza.

## Géographie
Il est situé entre le département des Hautes-Pyrénées en vallée d'Aure entre les vallée du Moudang sur la commune de Tramezaïgues et la vallée de Bielsa en Espagne.

### Topographie
Il est situé à l'est du port de Héchempy, à l'ouest du port du Moudang et à l'extrémité ouest de la crête du Moudang. Il surplombe l'ibón de Salcorz au sud-ouest.

### Hydrographie
Le sommet délimite la ligne de partage des eaux entre le bassin de la Garonne côté nord, qui se déverse dans l'Atlantique, et le bassin de l'Èbre, qui coule vers la Méditerranée côté sud.

## Voies d'accès
Côté français on peut y accéder depuis le moulin du Moudang, prendre le sentier le long de la Neste du Moudang puis aux granges du Moudang aller en direction du port de Héchempy (2 454 m).

## Protection environnementale
Le pic fait partie d'une zone naturelle protégée, classée ZNIEFF de type 1 : haute vallée d'Aure en rive droite, de Barroude au col d'Azet.